# Герман фон Шталек
Герман фон Шталек, Герман III Штахлекський (нім. Hermann III von Stahleck; бл. 1108 — 20 вересня 1156, Ратісбон) — пфальцграф Рейнський з 1142/1143 до 1155 р..
Народився не раніше 1104 року (ймовірно — близько 1108/1110). Єдиний син графа Госвіна фон Шталека і Лютгарди фон Хенгебах, вдови Генріха I фон Катцеленбоген.
Успадкував від батька (не пізніше 1138 р.) землі в єпархіях Майнца й Вюрцбурга: графство Більдхаузен в Східній Франконії, сеньйорію Шталек на Рейні, графство Хохштадт. Шляхом обміну, продажу та покупок намагався розширити та консолідувати свої розрізнені володіння.
Приблизно в 1127 р одружився з Гертрудою, дочкою швабського герцога Фрідріха I. Її брат король Конрад III в 1142/1143 р. віддав Германові пфальцграфство Рейнське — колишнє володіння Генріха II Язомиргота, який став маркграфом Австрії.
На пфальцграфство були інші претенденти, в їх числі колишній пфальцграф Отон фон Зальм-Райнек. Він у 1148 р. повстав проти короля, але зазнав поразки. Його син Оттон II потрапив в полон до Германа фон Шталека й був убитий 1149 року.
У 1147 р. Герман III брав участь в хрестовому поході проти слов'ян. Він постійно ворогував з архієпископами Майнца (на території дієцезії яких знаходилося багато його володінь) і двічі виходив із лона церкви. Але заступництво дядька, імператора Фрідріха I Барбароси, завжди дозволяло Герману уникнути серйозного покарання за це.
Заснував монастир Більдхаузен (1156 р.), де з часом був похований.
Герман фон Шталек приблизно за рік до своєї смерті відмовився від пфальцграфства Рейнського, і Фрідріх Барбароса віддав його своєму братові (по родовідній лінії батька) — Конрадові Штауфену.
У Германа були сини, але вони померли ще за життя батька. У деяких джерелах його другою дружиною називається Гертруда, дочка Конрада I, графа фон Ветін.